# ريتشارد هاكيت
ريتشارد هاكيت (بالإنجليزية: Richard Hackett)‏ هو سياسي أمريكي، ولد في 21 يوليو 1949. انتخب Mayor of Memphis ‏.